# Триметоприм
Триметоприм — синтетическое антибактериальное средство, в основном используемое для профилактики и лечения заболеваний мочевыделительной системы в комбинации с сульфаниламидами. Входит в список основных лекарств ВОЗ.
Принадлежит к семейству ингибиторов дигидрофолат-редуктазы. В англоязычной медицинской литературе сокращенно обозначается как TRI и TMP.
Входит в состав Ко-тримоксазола − широко используемого двухкомпонентного антибактериального средства.
Торговые названия в России — Триметоприм, Ипрал, Тримопан.